# Luis Hernández Alcácer
Luis Hernández Alcácer, también citado en catalán como Lluís Hernández (Barcelona, 13 de noviembre de 1936 - ibídem, 20 de julio de 2015), fue un político español, alcalde de la población barcelonesa de Santa Coloma de Gramanet entre 1979 y 1991.

## Biografía
Sacerdote y primer alcalde democrático de Santa Coloma de Gramanet (Barcelona) durante tres mandatos consecutivos (1979-1991) por el extinto PSUC. Nació en el barrio barcelonés de San Andrés de Palomar en 1936. Falleció el 20 de julio de 2015 en la capital catalana. 
En su juventud ejerció de misionero en Ecuador, en la diócesis de Riobamba donde vivió una intensa experiencia pastoral ayudando a la comunidad indígena. Las vivencias y las amistades que hizo en el país andino le marcaron el resto de su vida. En especial la amistad con el obispo Leónidas Proaño al que admiraba profundamente. Su fama de revolucionario, por la influencia que ejercía entre la juventud, llegó a oídos de los gobernantes. Por orden expresa del entonces presidente de la república José Mª Velasco Ibarra fue expulsado del país. Su estancia como misionero le cambió su forma de mirar el mundo, como él mismo explicaba.Aseguraba que aquellos fueron los mejores años de su vida aunque no estuvieron exentos de dificultades. Por aquellas tierras era conocido como "el padre Lucho".
A su vuelta a Barcelona chocó de nuevo con el arzobispo de Barcelona de aquel tiempo, Marcelo González Martín, quién no le dio opción de explicar su versión sobre lo ocurrido en el país latinoamericano. Después de un tiempo en el que permaneció en dique seco, fue gracias a los buenos oficios de sus compañeros de seminario , que se encontraban al frente de las nuevas parroquias de Santa Coloma, que pudo reincorporarse a la modesta parroquia del barrio de Las Oliveras. Colaboró activamente en la creación de la asociación de vecinos para conseguir que repararan los inmuebles de viviendas que presentaban serios desperfectos pese a estar recién construidos. El barrio levantado en plena montaña carecía hasta de los servicios más elementales como el alcantarillado. Cuando llovía se convertía en un barrizal. Su trabajo, codo a codo con los vecinos, resultó de gran ayuda.
Esta actuación y sus conocidas posiciones políticas, dieron lugar a que el 28 de noviembre de 1972 fuera agredido en la calle.

### Carrera política
La irrupción de Lluís Hernández en la política activa encabezando la lista del PSUC (Partido Socialista Unificado de Cataluña) por Santa Coloma fue sonada y disgustó al obispado pese a que le autorizaron a hacerlo. Después de meditar en profundidad si concurría a las elecciones, por tratarse de una decisión difícil para un sacerdote, aceptó consiguiendo un amplio respaldo popular.
Durante los tres mandatos que estuvo en la alcaldía inició las mejoras urbanísticas y los equipamientos que precisaba la localidad. Paliar el déficit de plazas escolares fue una prioridad para el nuevo gobierno municipal. La lista de equipamientos que hacían falta era larga en una ciudad que arrastraba una herencia del franquismo muy negativa derivada de la fuerte especulación urbanística entre otras razones. Acometer tantas mejoras requería cuantiosos recursos económicos de los que el nuevo ayuntamiento no disponía.
Pocos meses antes de las primeras elecciones municipales democráticas de 1979 le propusieron encabezar la candidatura del PSUC al arquitecto Xavier Valls, autor del plan popular de Santa Coloma, quién lo rechazó. El plan popular consistía en una relación exhaustiva de los servicios y equipamientos que precisaba la localidad. En su elaboración además de Valls participaron las entidades cívicas más representativas. El nuevo consistorio salido de las urnas lo adoptó como hoja de ruta y le resultó de gran ayuda para establecer las prioridades del gobierno. El desfase entre las necesidades y los recursos económicos disponibles para llevarlos a cabo era enorme. 
El paso de Lluís Hernández por la Alcaldía resultó muy fructífero para la localidad pese a que los nuevos ediles encontraron unas arcas municipales vacías. El equipo de concejales que lideró durante tres mandatos de las fuerzas de progreso se propusieron compensar a los colomenses de tantos desequilibrios como padecía la población. La construcción de nuevas escuelas e institutos se convirtió en uno de los primeros objetivos a conseguir para compensar el déficit de plazas públicas existente en aquel momento. La mejora de la asistencia sanitaria y la reordenación urbanística centraron buena parte de la actividad de los consistorios que presidió.
Se mantuvo en el cargo hasta que Manuela de Madre lo sustituyó al frente de la alcaldía tras las elecciones de mayo de 1991. Quedó como tercer teniente de alcalde hasta que en febrero de 1992 acusó de corruptos a miembros del grupo socialista. El PSC exigió su dimisión, su propio partido IC y CiU rechazaron que existieran los niveles de corrupción que él denunciaba, llevaron a que día 13 dejara el cargo, quedando únicamente como concejal sin responsabilidades.

### Reincorporación al sacerdocio
Al acabar su etapa en la política activa volvió de nuevo a ejercer de sacerdote en distintas parroquias de Barcelona. Contaba entonces con sesenta años y se había dedicado a la política municipal dieciséis años en total, doce en la alcaldía y cuatro en la oposición. Como él acostumbraba a decir, nunca es fácil empezar de nuevo a esa edad. Durante un año y medio trabajó a propuesta del Apostolado del Mar de Barcelona atravesando el Mediterráneo en los cruceros que requerían los servicios del cura de a bordo. Después estuvo en el barrio de Verdum, en la parroquia de San Sebastián en el distrito de Nou Barris (Barcelona). Colaboró con el párroco de Santa Madrona en el barrio barcelonés del Pueblo Seco. Posteriormente estuvo como sacerdote en la parroquia de Santa Clara en el barrio de la Morera de Badalona, el que fue su último destino pastoral.

### Juicio de 1998
El exalcalde de Santa Coloma de Gramanet, el sacerdote y exconcejal de Iniciativa per Catalunya-Els Verds (IC-EV), Luis Hernández, fue declarado culpable de una falta de daños causados en el vehículo de Antoni Fogué, primer teniente de alcalde y marido de la alcaldesa, la socialista Manuela de Madre. La magistrada del Juzgado de Instrucción número 5 de Santa Coloma de Gramanet impuso a Hernández una multa de 15 000 pesetas por los desperfectos causados en el automóvil, que el exalcalde rayó escribiendo el calificativo de «falsa», en alusión a de Madre.

### Actualidad
Declaraciones que realizó a un periódico a raíz de la detención del alcalde de la ciudad Bartomeu Muñoz por el presunto cobro ilegal de comisiones, cohecho y blanqueo de capital (Caso Pretoria).
```
 «Recuerdo que 
Bartomeu Muñoz
 
PSC
 siempre llegaba tarde a los plenos. Sistemáticamente: media hora o tres cuartos… Y así siempre se hacía constar en el acta. No tomaba nunca la palabra y siempre se reía de las intervenciones del grupo popular del PP, y eso que su padre era cercano a esa formación… Personalmente le recuerdo como un yuppie presumido y ególatra. Siempre va vestido de marca, gasta el perfume más caro, se corta el pelo en las mejores peluquerías de Barcelona, come en los mejores restaurantes, semanalmente juega al golf en un club de 
San Cugat del Vallés
, vive en el Turó Park de 
Barcelona
, fuma puros Cohiba… Dudo que con el único sueldo que recibía como alcalde y vicepresidente de la Diputación pudiese mantener este ritmo de vida».
[
7
]
```